# Salton (Yorkshire du Nord)
Pour les articles homonymes, voir Salton.
Salton est un village et une paroisse civile du Yorkshire du Nord, en Angleterre.